# Seznam angleških dirkačev
Seznam angleških dirkačev.

## B
- Martin Brundle

## C
- Alain de Cadenet

## G
- Divina Galica

## H
- Tim Harvey
- Damon Hill
- Graham Hill

## J
- Mike Jordan

## K
- Robbie Kerr

## L
- Fiona Leggate
- Katherine Legge
- Dorothy Levitt

## M
- Darren Manning
- Nigel Mansell

## S
- Nevil Shute
- Mike Smith
- Stephen South

## T
- James Thompson (dirkač)